# Jezioro Niedackie
Niedack – przepływowe jezioro rynnowe w Polsce, położone w powiecie starogardzkim (województwo pomorskie), na obszarze Kociewia, w mezoregionie Bory Tucholskie. Z jeziora wypływa jeden z cieków źródłowych rzeki Piesienicy.

## Hydronimia
Według urzędowego spisu opracowanego przez Komisję Nazw Miejscowości i Obiektów Fizjograficznych (KNMiOF) nazwa tego jeziora to Niedack. W różnych publikacjach i na mapach topograficznych jezioro to występuje pod nazwą Jezioro Niedackie.

## Morfometria
Powierzchnia zwierciadła wody według różnych źródeł wynosi od 108,5 ha do 115,3 ha. 
Zwierciadło wody położone jest na wysokości 106,3 m n.p.m. lub 107,0 m n.p.m. Średnia głębokość jeziora wynosi 9,3 m, natomiast głębokość maksymalna 30,0 m.